# Montesquieu-Volvestre
Montesquieu-Volvestre är en kommun i departementet Haute-Garonne i regionen Occitanien i södra Frankrike. Kommunen ligger i kantonen Montesquieu-Volvestre som tillhör arrondissementet Muret. År 2022 hade Montesquieu-Volvestre 3 083 invånare.

## Befolkningsutveckling
Antalet invånare i kommunen Montesquieu-Volvestre
Referens:INSEE